# Ivenack
Ivenack este o comună din landul Mecklenburg-Pomerania Inferioară, Germania.

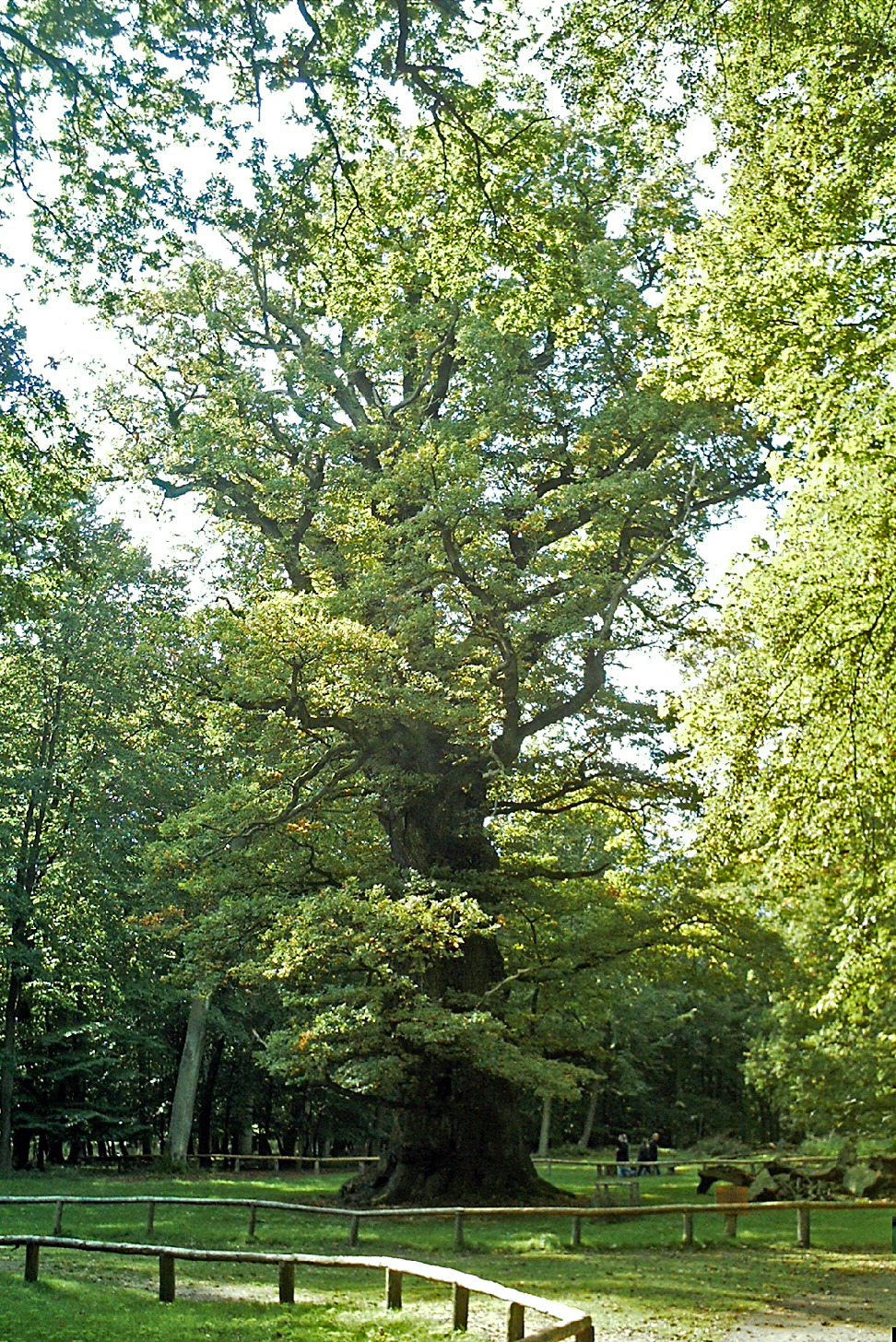
Stejar de ~1000 ani

## Geografie
Ivenack este situat la nord-vest de Neubrandenburg, aproximativ 4 km la est de orașul Stavenhagen și 20 km la vest de orașul Altentreptow. La vest de Ivenack merge șoseaua națională B 194. Prin arealul comunei merge linia de tren Neubrandenburg-Güstrow. Comuna este situată chiar lângă lacul Ivenacker See. Marile părți ale comunei sînt împădurite.

## Obiective turistice
- Grădină zoologică cu cerbi și cei mai bătrâni stejari din Europa
- Castel de Ivenack
- Biserică a castelului
- Grajd

## Cartiere ale comunei
- Grischow
- Ivenack
- Weitendorf
- Zolkendorf
- Goddin
- Markow